# Acalus Lockwood Palmer
Pour les articles homonymes, voir Palmer.
Acalus Lockwood Palmer (28 août 1820 - 10 août 1899) est un homme politique, avocat et juge canadien, du Nouveau-Brunswick.

## Biographie
Acalus Lockwood Palmer naît le 28 août 1820 à Sackville, au Nouveau-Brunswick. Il suit des études de Droit dans sa ville natale et est admis au Barreau en 1846. Il commence sa carrière d'avocat à Dorchester (où il aura comme élève Daniel Lionel Hanington, futur premier ministre du Nouveau-Brunswick) puis part à Saint-Jean en 1867 et devient un Conseil de la Reine.
Il se lance peu après en politique mais ne parvient pas à se faire élire député provincial pour la circonscription de Northumberland puis pour celle de la ville de Saint-Jean. En revanche, il est élu député fédéral libéral pour la circonscription de la Cité et du Comté de Saint-Jean en 1872 puis réélu en 1874, mais battu en 1878.
Il est nommé juge en 1879 et est mort le 10 août 1899.